# NGC 7228
NGC 7228 (również PGC 68254 lub UGC 11945) – galaktyka spiralna z poprzeczką (SBa), znajdująca się w gwiazdozbiorze Jaszczurki. Odkrył ją Édouard Jean-Marie Stephan 1 września 1872 roku.